# تسلق عرضي

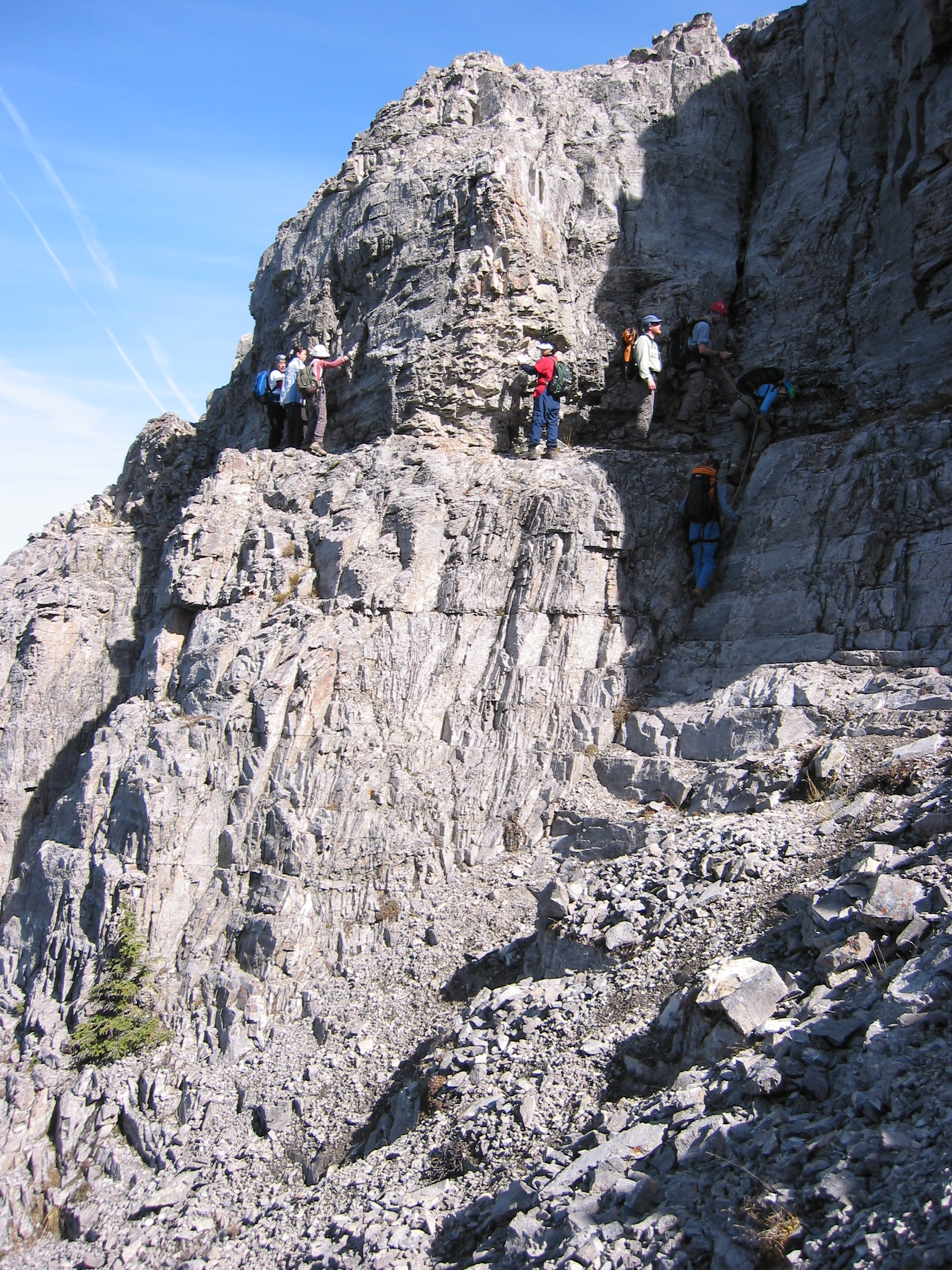
التسلق الجانبي أو العرضي

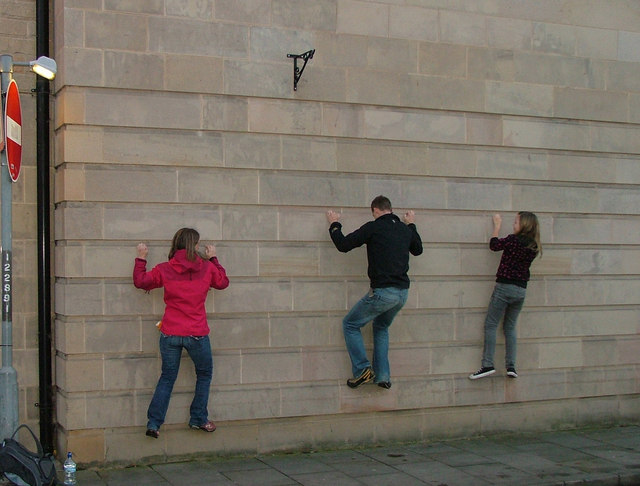
تسلق جانبي في المباني.

التسلق العرضي أو التسلق الجانبي هو التسلق على الجبال أو أية مرتفع آخر بشكل أفقي دون النزول أو الصعود، أغلب تلك الحالات تكون بسبب محاولة تجاوز العقبات، أو من أجل عبور المنحدرات الضيقة أو لأعمال البناء. علاوةً على ذلك، فإن هذا النوع من التسلق في الجبال يُعتبر تمريناً ممتاز لعضلات الجسم.